# Blauzac
Blauzac est une commune française située dans l'est du département du Gard, en région Occitanie.
Exposée à un climat méditerranéen, elle est drainée par divers petits cours d'eau. Incluse dans les gorges du Gardon, la commune possède un patrimoine naturel remarquable composé d'une zone naturelle d'intérêt écologique, faunistique et floristique.
Blauzac est une commune rurale qui compte 1 228 habitants en 2022, après avoir connu une forte hausse de la population depuis 1968.  Elle fait partie de l'aire d'attraction de Nîmes. Ses habitants sont appelés les Blauzacois ou  Blauzacoises.
Le patrimoine architectural de la commune comprend un immeuble protégé au titre des monuments historiques : le château, inscrit en 2006.

## Géographie
|                  | Arpaillargues-et-Aureillac | Uzès             |
| Bourdic          | Blauzac                    |                  |
| Sainte-Anastasie | Sainte-Anastasie           | Sanilhac-Sagriès |

### Localisation
Le village se situe dans le Gard, à côté d'Uzès dont il fait partie du canton, et également à 15 km au nord de Nîmes. Blauzac est également relativement proche d'Alès et de Nîmes, les autres principales agglomérations du département.

### Climat
Pour des articles plus généraux, voir Climat de l'Occitanie et Climat du Gard.
En 2010, le climat de la commune est de type climat méditerranéen franc, selon une étude s'appuyant sur une série de données couvrant la période 1971-2000. En 2020, Météo-France publie une typologie des climats de la France métropolitaine dans laquelle la commune est exposée à un climat méditerranéen et est dans la région climatique Provence, Languedoc-Roussillon, caractérisée par une pluviométrie faible en été, un très bon ensoleillement (2 600 h/an), un été chaud (21,5 °C), un air très sec en été, sec en toutes saisons, des vents forts (fréquence de 40 à 50 % de vents > 5 m/s) et peu de brouillards.
Pour la période 1971-2000, la température annuelle moyenne est de 14,3 °C, avec une amplitude thermique annuelle de 17,5 °C. Le cumul annuel moyen de précipitations est de 780 mm, avec 6,1 jours de précipitations en janvier et 3 jours en juillet. Pour la période 1991-2020, la température moyenne annuelle observée sur la station météorologique la plus proche, située sur la commune d'Uzès à 7 km à vol d'oiseau, est de 14,5 °C et le cumul annuel moyen de précipitations est de 809,4 mm,. Pour l'avenir, les paramètres climatiques de la commune estimés pour 2050 selon différents scénarios d'émission de gaz à effet de serre sont consultables sur un site dédié publié par Météo-France en novembre 2022.

### Milieux naturels et biodiversité

#### Espaces protégés
La protection réglementaire est le mode d’intervention le plus fort pour préserver des espaces naturels remarquables et leur biodiversité associée,.
La commune fait également partie des gorges du Gardon, un territoire  reconnu réserve de biosphère par l'UNESCO en 2015 pour l'importante biodiversité qui la caractérise, mariant garrigues, plaines agricoles et yeuseraies,.

#### Zones naturelles d'intérêt écologique, faunistique et floristique

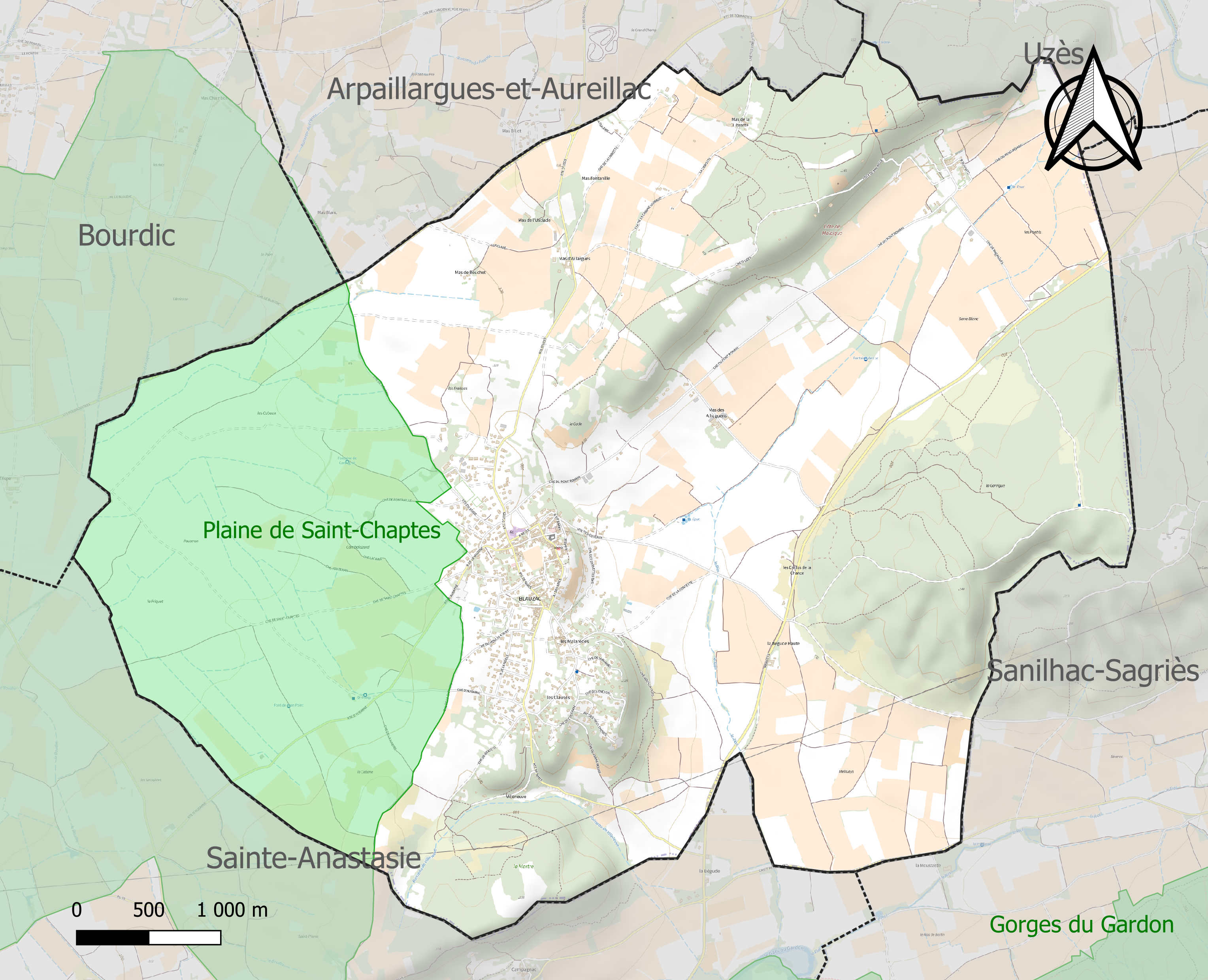
Carte de la ZNIEFF de type 1 localisée sur la commune.

L’inventaire des zones naturelles d'intérêt écologique, faunistique et floristique (ZNIEFF) a pour objectif de réaliser une couverture des zones les plus intéressantes sur le plan écologique, essentiellement dans la perspective d’améliorer la connaissance du patrimoine naturel national et de fournir aux différents décideurs un outil d’aide à la prise en compte de l’environnement dans l’aménagement du territoire.
Une ZNIEFF de type 1 est recensée sur la commune :
la « plaine de Saint-Chaptes » (2 279 ha), couvrant 5 communes du département.

## Urbanisme

### Typologie
Au 1er janvier 2024, Blauzac est catégorisée bourg rural, selon la nouvelle grille communale de densité à sept niveaux définie par l'Insee en 2022.
Elle est située hors unité urbaine. Par ailleurs la commune fait partie de l'aire d'attraction de Nîmes, dont elle est une commune de la couronne,. Cette aire, qui regroupe 92 communes, est catégorisée dans les aires de 200 000 à moins de 700 000 habitants,.

### Occupation des sols
L'occupation des sols de la commune, telle qu'elle ressort de la base de données européenne d’occupation biophysique des sols Corine Land Cover (CLC), est marquée par l'importance des territoires agricoles (67,1 % en 2018), une proportion sensiblement équivalente à celle de 1990 (67,4 %). La répartition détaillée en 2018 est la suivante : 
cultures permanentes (41,1 %), terres arables (25,9 %), forêts (19,6 %), milieux à végétation arbustive et/ou herbacée (6,9 %), zones urbanisées (6,3 %). L'évolution de l’occupation des sols de la commune et de ses infrastructures peut être observée sur les différentes représentations cartographiques du territoire : la carte de Cassini (XVIIIe siècle), la carte d'état-major (1820-1866) et les cartes ou photos aériennes de l'IGN pour la période actuelle (1950 à aujourd'hui).

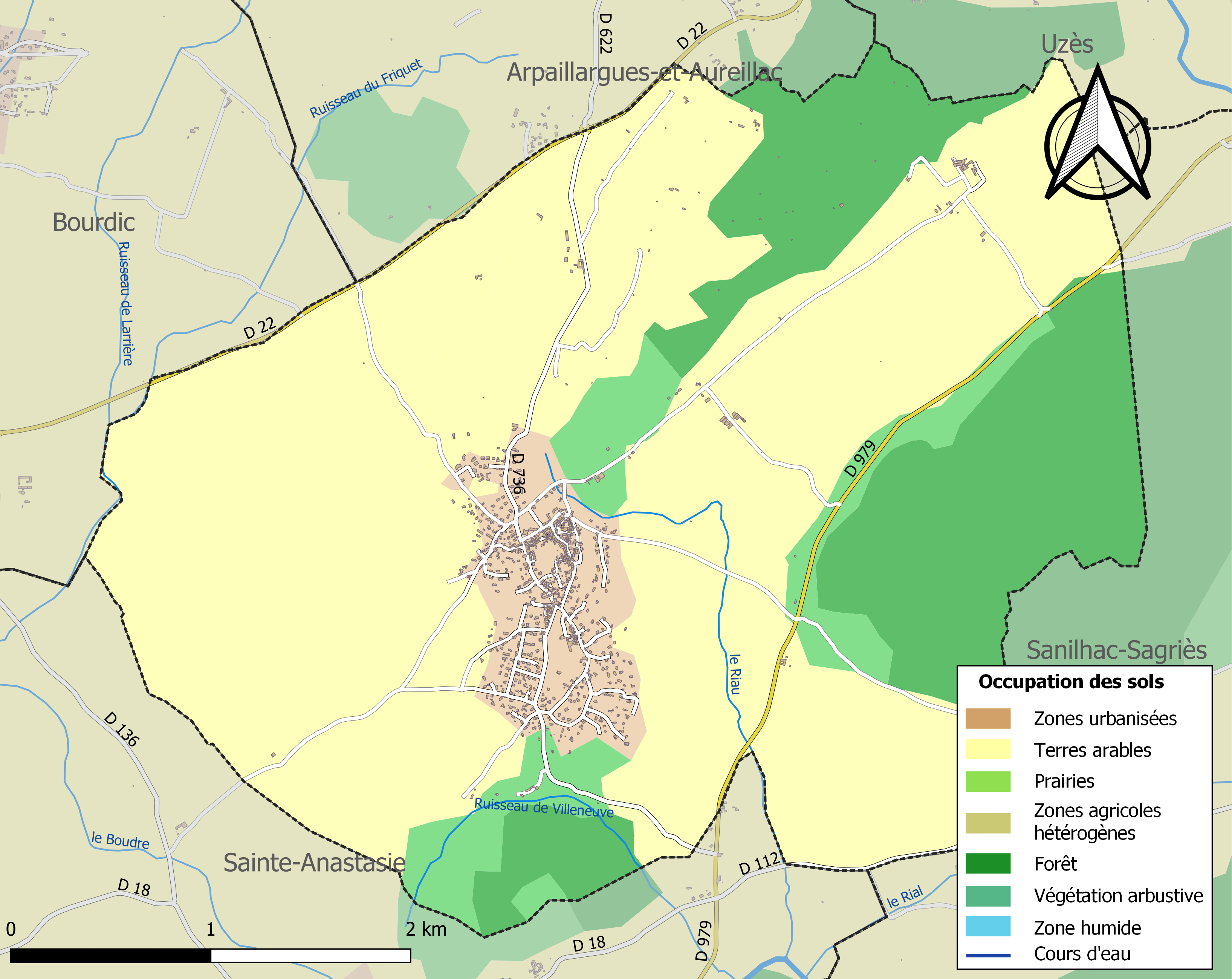
Carte des infrastructures et de l'occupation des sols de la commune en 2018 (CLC).

## Politique et administration

### Liste des maires
| Période                                  | Période    | Identité         | Étiquette           | Qualité |
| ---------------------------------------- | ---------- | ---------------- | ------------------- | --- |
| 1944                                     | 1965       | Fernand Bouad    | SFIO                | |
| mars 1971                                | 1989       | Germain Courtieu | DVG                 | |
| mars 1989                                | avril 2015 | Denis Bouad      | PS puis MDC puis PS | Conseiller général puis départemental du canton d'Uzès depuis 2004 Vice-président (2008-2015) puis président du conseil départemental depuis 2015 |
| avril 2015                               | En cours   | Serge Bourdanove | DVG                 | |
| Les données manquantes sont à compléter. |            |                  |                     | |

## Population et société

### Démographie
L'évolution du nombre d'habitants est connue à travers les recensements de la population effectués dans la commune depuis 1793. Pour les communes de moins de 10 000 habitants, une enquête de recensement portant sur toute la population est réalisée tous les cinq ans, les populations de référence des années intermédiaires étant quant à elles estimées par interpolation ou extrapolation. Pour la commune, le premier recensement exhaustif entrant dans le cadre du nouveau dispositif a été réalisé en 2004.

En 2022, la commune comptait 1 228 habitants, en évolution de +3,19 % par rapport à 2016 (Gard : +2,97 %, France hors Mayotte : +2,11 %).
| 1793 | 1800 | 1806 | 1821 | 1831 | 1836 | 1841 | 1846 | 1851 |
| ---- | ---- | ---- | ---- | ---- | ---- | ---- | ---- | ---- |
| 784  | 669  | 793  | 756  | 858  | 860  | 852  | 862  | 879  |

| 1856 | 1861 | 1866 | 1872 | 1876 | 1881 | 1886 | 1891 | 1896 |
| ---- | ---- | ---- | ---- | ---- | ---- | ---- | ---- | ---- |
| 813  | 801  | 805  | 769  | 770  | 672  | 641  | 658  | 635  |

| 1901 | 1906 | 1911 | 1921 | 1926 | 1931 | 1936 | 1946 | 1954 |
| ---- | ---- | ---- | ---- | ---- | ---- | ---- | ---- | ---- |
| 644  | 602  | 572  | 543  | 474  | 478  | 483  | 473  | 446  |

| 1962 | 1968 | 1975 | 1982 | 1990 | 1999 | 2004 | 2006  | 2009  |
| ---- | ---- | ---- | ---- | ---- | ---- | ---- | ----- | ----- |
| 452  | 393  | 406  | 516  | 634  | 764  | 981  | 1 048 | 1 105 |

| 2014  | 2019  | 2022  | - | - | - | - | - | - |
| ----- | ----- | ----- | - | - | - | - | - | - |
| 1 160 | 1 237 | 1 228 | - | - | - | - | - | - |

## Économie

### Revenus
En 2018  (données Insee publiées en septembre 2021), la commune compte 484 ménages fiscaux, regroupant 1 211 personnes. La médiane du revenu disponible par unité de consommation est de 22 940 € (20 020 € dans le département).

### Emploi
|                | 2008   | 2013  | 2018  |
| -------------- | ------ | ----- | ----- |
| Commune        | 6,7 %  | 9,3 % | 8,5 % |
| Département    | 10,6 % | 12 %  | 12 %  |
| France entière | 8,3 %  | 10 %  | 10 %  |

En 2018, la population âgée de 15 à 64 ans s'élève à 719 personnes, parmi lesquelles on compte 75,3 % d'actifs (66,8 % ayant un emploi et 8,5 % de chômeurs) et 24,7 % d'inactifs,. Depuis 2008, le taux de chômage communal (au sens du recensement) des 15-64 ans est inférieur à celui de la France et du département.
La commune fait partie de la couronne de l'aire d'attraction de Nîmes, du fait qu'au moins 15 % des actifs travaillent dans le pôle,. Elle compte 122 emplois en 2018, contre 133 en 2013 et 151 en 2008. Le nombre d'actifs ayant un emploi résidant dans la commune est de 484, soit un indicateur de concentration d'emploi de 25,2 % et un taux d'activité parmi les 15 ans ou plus de 55,2 %.
Sur ces 484 actifs de 15 ans ou plus ayant un emploi, 83 travaillent dans la commune, soit 17 % des habitants. Pour se rendre au travail, 92,3 % des habitants utilisent un véhicule personnel ou de fonction à quatre roues, 1,6 % les transports en commun, 2,6 % s'y rendent en deux-roues, à vélo ou à pied et 3,5 % n'ont pas besoin de transport (travail au domicile).

### Activités hors agriculture

#### Secteurs d'activités
88 établissements sont implantés  à Blauzac au 31 décembre 2019. Le tableau ci-dessous en détaille le nombre par secteur d'activité et compare les ratios avec ceux du département,.
| Secteur d'activité                                                                                        | Commune | Commune | Département |
| Secteur d'activité                                                                                        | Nombre  | %       | %           |
| --- | ------- | ------- | ----------- |
| Ensemble                                                                                                  | 88      | 100 %   | (100 %)     |
| Industrie manufacturière, industries extractives et autres                                                | 5       | 5,7 %   | (7,9 %)     |
| Construction                                                                                              | 20      | 22,7 %  | (15,5 %)    |
| Commerce de gros et de détail, transports, hébergement et restauration                                    | 17      | 19,3 %  | (30 %)      |
| Information et communication                                                                              | 1       | 1,1 %   | (2,2 %)     |
| Activités financières et d'assurance                                                                      | 2       | 2,3 %   | (3 %)       |
| Activités immobilières                                                                                    | 5       | 5,7 %   | (4,1 %)     |
| Activités spécialisées, scientifiques et techniques et activités de services administratifs et de soutien | 18      | 20,5 %  | (14,9 %)    |
| Administration publique, enseignement, santé humaine et action sociale                                    | 8       | 9,1 %   | (13,5 %)    |
| Autres activités de services                                                                              | 12      | 13,6 %  | (8,8 %)     |

Le secteur de la construction est prépondérant sur la commune puisqu'il représente 22,7 % du nombre total d'établissements de la commune (20 sur les 88 entreprises implantées  à Blauzac), contre 15,5 % au niveau départemental.

#### Entreprises et commerces
Les trois entreprises ayant leur siège social sur le territoire communal qui génèrent le plus de chiffre d'affaires en 2020 sont : 
- Malaigue Et Co, vente par automates et autres commerces de détail hors magasin, éventaires ou marchés n.c.a. (478 k€) ;
- Malaigue, commerce de détail de boissons en magasin spécialisé (352 k€) ;
- Quad Escape, autres activités récréatives et de loisirs (40 k€).

### Agriculture
La commune est dans les Garrigues, une petite région agricole occupant le centre du département du Gard. En 2020, l'orientation technico-économique de l'agriculture  sur la commune est la viticulture. 
|               | 1988 | 2000 | 2010 | 2020 |
| ------------- | ---- | ---- | ---- | ---- |
| Exploitations | 58   | 34   | 29   | 17   |
| SAU (ha)      | 709  | 714  | 736  | 739  |

Le nombre d'exploitations agricoles en activité et ayant leur siège dans la commune est passé de 58 lors du recensement agricole de 1988  à 34 en 2000 puis à 29 en 2010 et enfin à 17 en 2020, soit une baisse de 71 % en 32 ans. Le même mouvement est observé à l'échelle du département qui a perdu pendant cette période 61 % de ses exploitations,. La surface agricole utilisée sur la commune a quant à elle augmenté, passant de 709 ha en 1988 à 739 ha en 2020. Parallèlement la surface agricole utilisée moyenne par exploitation a augmenté, passant de 12 à 43 ha.

## Culture locale et patrimoine

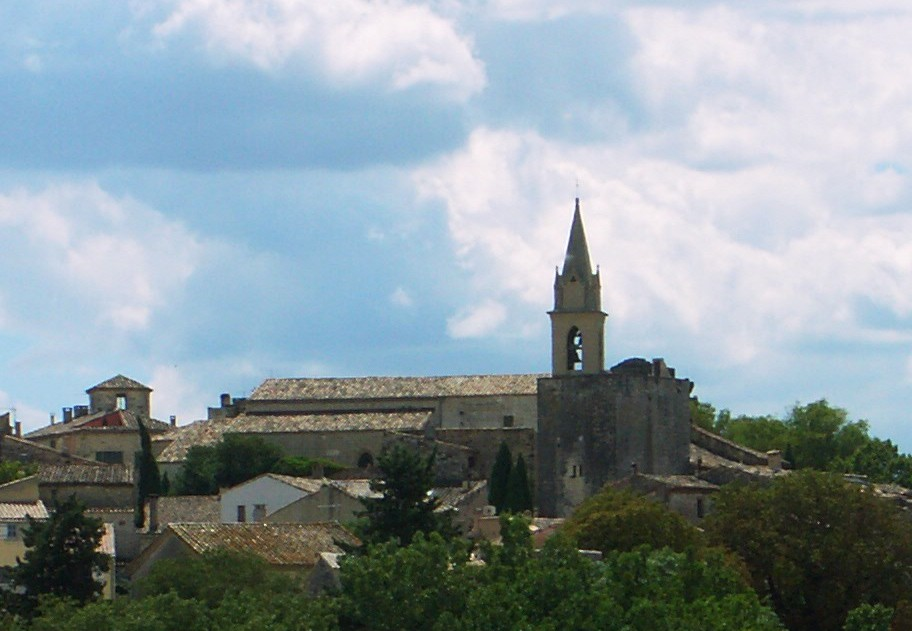
Église Notre-Dame de Blauzac.

### Édifices religieux
- Église Notre-Dame de Blauzac.
- Temple de l'Église réformée de France de Blauzac.

### Personnalités liées à la commune
- Jean de Blauzac (mort en 1379), cardinal.
- Bertrand de Deaux (mort en 1355), cardinal.
- Alain Le Vern (né en 1948) et Sandrine Hurel (née en 1968), personnalités politiques, s'y sont mariés, y possèdent une maison et y ont installé une SCI[24].
- Denis Bouad (né en 1952), homme politique, maire de Blauzac.

## Héraldique
| Blason de Blauzac | Blason  | De gueules au cavalier romain suivi de deux fantassins, les trois contournés et armés d'une lance, la tout d'argent posé sur une champagne du même chargée de deux fleurs de lys soudées d'or. |
| Blason de Blauzac | Détails | |